# Сузану
Сузану (порт. Suzano) — муниципалитет в Бразилии, входит в штат Сан-Паулу. Составная часть мезорегиона Агломерация Сан-Паулу. Находится в составе крупной городской агломерации Агломерация Сан-Паулу. Входит в экономико-статистический микрорегион Можи-дас-Крузис. Население составляет 268 777 человек на 2007 год. Занимает площадь 205,865 км². Плотность населения — 1.305,6 чел./км².

## История
Город основан 27 декабря 1919 года.

## Статистика
- Валовой внутренний продукт на 2005 составлял 4.289.553 реалов (данные: Бразильский институт географии и статистики).
- Валовой внутренний продукт на душу населения на 2005 составлял 15.744,00 реалов (данные: Бразильский институт географии и статистики).
- Индекс развития человеческого потенциала на 2000 составлял 0,775 (данные: Программа развития ООН).

## Галерея

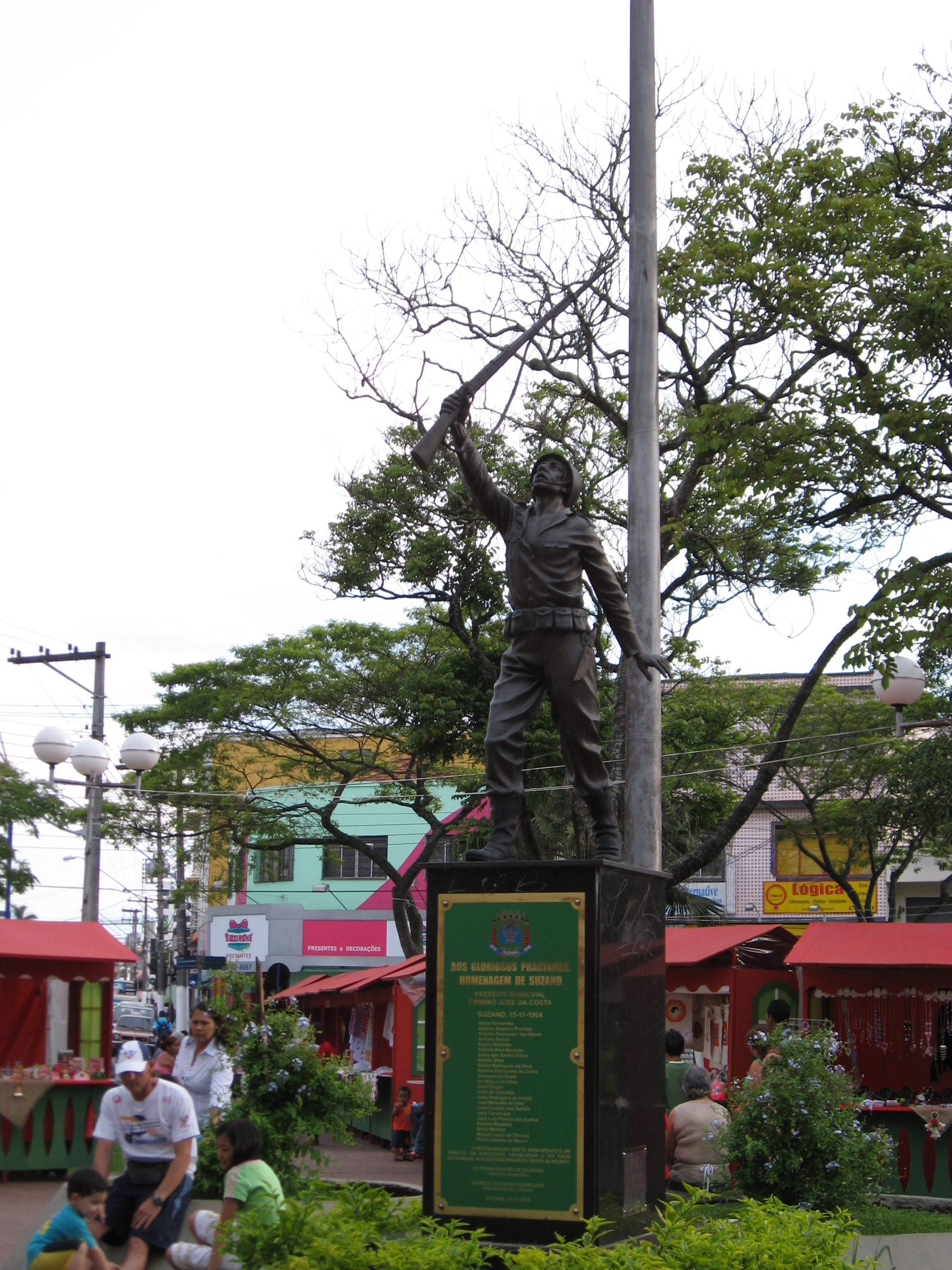
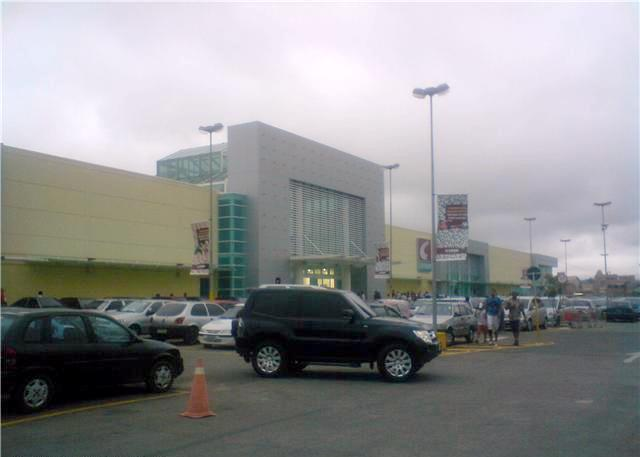
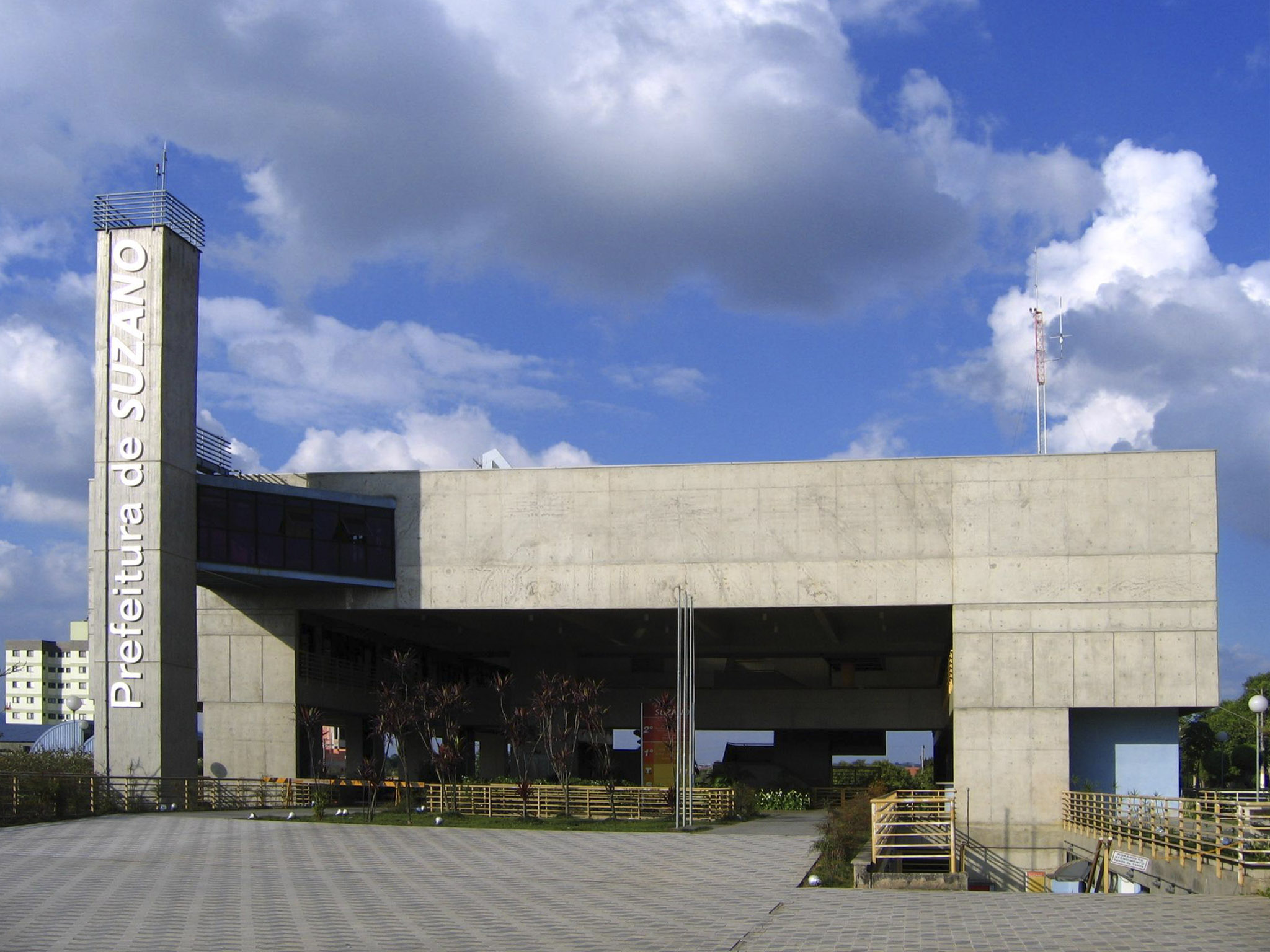

## География
Климат местности: субтропический.